# Přírodní vědy
Přírodní vědy je označení pro soubor věd zkoumajících vědeckými metodami řád a zákony, kterými se řídí vesmír, vycházející z přírodní filosofie. Důsledným užíváním čistě vědeckých metod se odlišují od filosofie, teologie a společenských věd a jsou základem pro rozvíjení aplikovaných věd.

## Základní znaky přírodních věd
Pro rozlišení přírodních věd se tradičně používá několik volných kritérií, protože hranice mezi přírodními vědami a společenskými vědami může být mnohdy neostrá a potom je zařazení oboru mezi přírodní vědy spíše dáno vlivem tradice.
- přírodní vědy se snaží o objektivní poznání
- přírodní vědy se snaží omezit vliv subjektivity pozorovatele
- přírodní vědy jsou přísně skeptické, neuznávají existenci ničeho nedokázaného
- základem poznání je experiment nebo pozorování
- teorie přírodních věd by měly být vybudovány na empirických datech
- teorie přírodních věd by měly být falzifikovatelné (mohou být vyvráceny)
- teorie přírodních věd by měly umožnit předvídat nové poznatky

## Hlavní oblasti přírodních věd
- biologie
- chemie
- fyzika
- vědy o Zemi
- někdy se připojuje i matematika, i když jde o formální vědu.